# Bad am Brauhausberg
Das Bad am Brauhausberg, ehemals Schwimmhalle am Brauhausberg war das meistgenutzte Schwimmbad in Potsdam. Das Hallenbad diente unter anderem den Sportvereinen SC Potsdam, OSC Potsdam Luftschiffhafen, ESV Lokomotive Potsdam und dem Tauchsportclub Filmstadt Babelsberg als Trainings- und Wettkampfstätte. Ersetzt wurde das Bad am Brauhausberg im Jahr 2017 durch das direkt nebenan errichtete Sport- und Freizeitbad Blu.

## Lage
Die Potsdamer Schwimmhalle befand sich im südlichen Bereich des Stadtzentrums, am Fuße des Brauhausbergs und nahe dem Hauptbahnhof. Die neue Schwimmhalle wurde nördlich der alten errichtet, die im Jahr 2018 abgetragen wurde. Sie trägt die Adresse Am Brauhausberg 1 und Max-Planck-Straße 15.

## Eine neue Stadtschwimmhalle
In den späten 1960er Jahren stiegen die Besucherzahlen des 1913 eröffneten Werner-Alfred-Bades, des damals einzigen Hallenbades in Potsdam, immer weiter an. Dadurch wurde der Neubau einer weiteren Schwimmhalle erforderlich. 1969 fand schließlich der Baubeginn der Schwimmhalle am Brauhausberg im Rahmen des Projekts „Sportbauten“ des staatlichen Komitees für Körperkultur und Sport Leipzig statt. Zeitgleich wurden ähnliche Schwimmhallen in Rostock, Leipzig und Dresden errichtet, wenig später auch in Erfurt und Halle (Saale). Im Gegensatz zu den Schwimmbädern in diesen Städten sollte die Schwimmhalle am Brauhausberg der Bevölkerung zur breiten Nutzung übergeben werden und nicht nur für den Leistungssport zur Verfügung stehen.

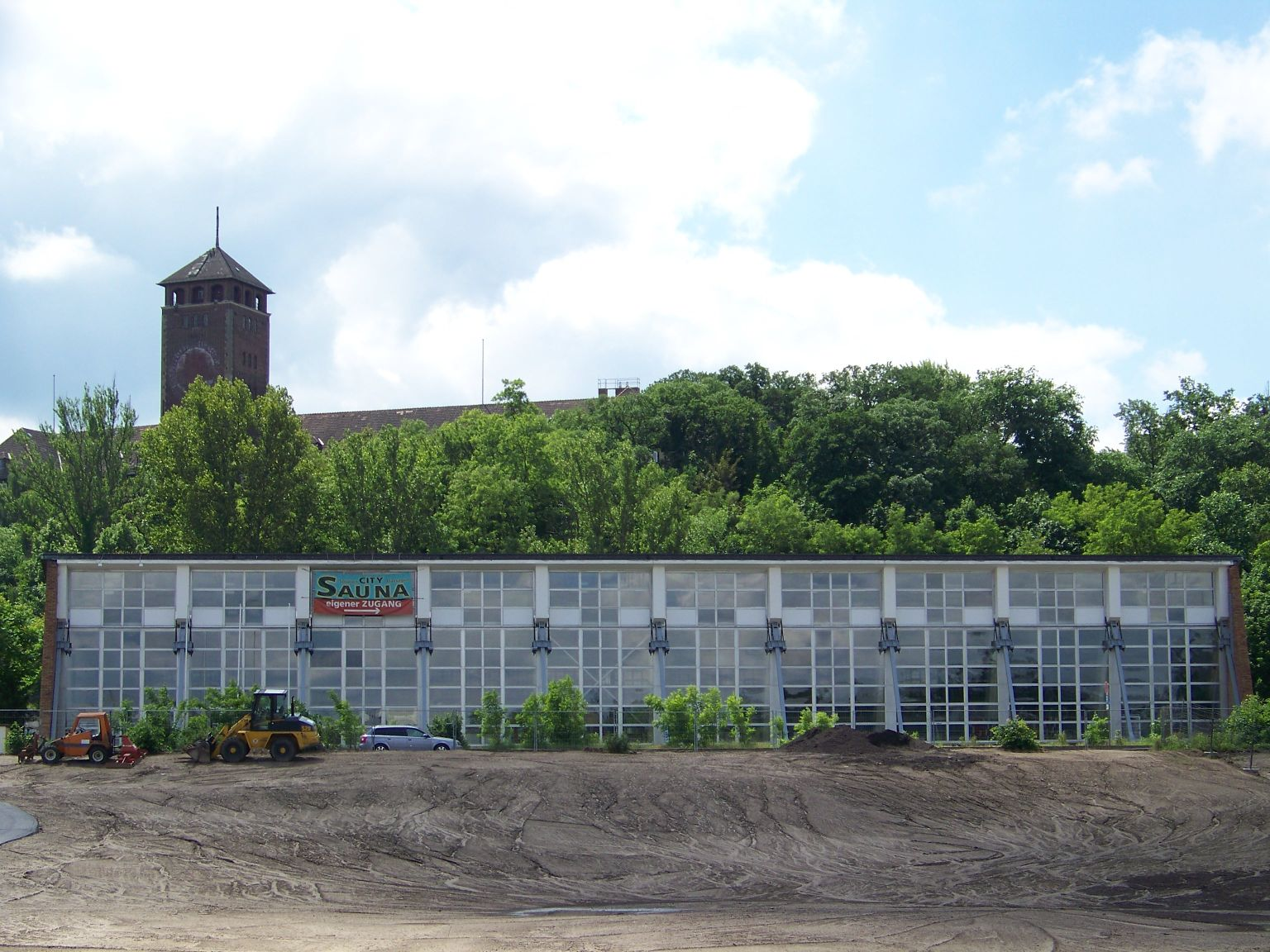
Ehemalige Schwimmhalle, 2007, Ansicht von Norden

Die Schwimmhalle wurde nach einigen finanziellen und bautechnischen Schwierigkeiten zum Tag der Republik am 7. Oktober 1971 eingeweiht. Sie erfreute sich sofort großer Beliebtheit und war Austragungsort für Kreis-, Bezirks- und DDR-Meisterschaften, Triathlon-, Sanssouci- und Pionierpokal, Kinder- und Jugendspartakiaden, Kreisprüfungswettkämpfe, Mehrkampfmeisterschaften und Sportfeste.
Das Schwimmbad war Schauplatz einiger sportlicher Höhepunkte. Im Jahr 1978 schwamm die litauische Schwimmerin Lina Kačiušytė dort einen neuen Weltrekord über 200 m Brust. 1988 war das Schwimmbad Austragungsort der 39. DDR-Meisterschaften mit mehreren Welt- und DDR-Rekorden.
Auch nach der deutschen Wiedervereinigung betrieb die Potsdamer Stadtverwaltung das Hallenbad weiter und so diente es 1993 als Wettkampfstätte der 105. Deutschen Schwimmmeisterschaften.
Anfang der neunziger Jahre wurden erste Sanierungs- und Modernisierungsarbeiten am Gebäude, insbesondere am Hängedach sowie im Sanitär- und Umkleidebereich durchgeführt. 2005 ging das Bad in das Eigentum der Bäderlandschaft Potsdam über. Vom 3. Februar bis 15. Mai 2006 musste die Schwimmhalle zeitweilig geschlossen werden, damit sicherheitsrelevante Mängel an der Tragwerkskonstruktion beseitigt werden konnten.
Die Stadtwerke, welche die Schwimmhalle bis dahin betrieben hatten, beschlossen Anfang Februar 2008 angesichts des desolaten Zustandes der Halle, insbesondere des Daches – infolge der Entscheidung der Potsdamer Stadtverordnetenversammlung vom 16. Januar 2008 – eine Grundsanierung der Anlage. Für diese Arbeiten wurden knapp sieben Millionen Euro ausgegeben. Nach einer halbjährigen Sperrung wurde die Halle am 14. Februar 2009 für Freizeit- und Sportschwimmer wiedereröffnet. Außerdem konnte eine neue Filteranlage zur Verbesserung der Wasserqualität installiert und die Halle neu angestrichen werden.
Im Jahr 2010 stellten Bauexperten fest, dass das Bad trotz der vorherigen Maßnahmen stark sanierungsbedürftig war. So kam es zur Überlegung, die Halle abzureißen und die 50-Meter-Bahnen in ein neues Spaßbad einzuarbeiten. Nach einem internationalen Architektenwettbewerb, den der brasilianische Stararchitekt Oscar Niemeyer gewonnen hatte, sollte dessen Entwurf verwirklicht werden. Wegen fehlender Fördermittel und der enormen Baukosten wurden die Pläne verworfen, später aber als Blu-Schwimmbad nach neuen Plänen umgesetzt.

## Sport- und Freizeitbad Blu
Nach Diskussionen über andere mögliche Standorte folgten die Potsdamer Stadtverordneten im Jahr 2012 einer Bürgerbefragung, die zu einem kostengünstigeren Neubau nahe der alten Schwimmhalle am Brauhausberg führte. Das Bad wurde wie der benachbarte Potsdam Hauptbahnhof von den Hamburger Architekten Gerkan, Marg und Partner geplant. Die ursprünglich geschätzten Kosten von 23 Millionen Euro konnten allerdings nicht eingehalten werden und betrugen schließlich 40 Millionen Euro. Das neue Sport- und Freizeitbad wurde am 7. Juni 2017 unter dem Namen Blu eröffnet und ist in Sektionen für Sport, Freizeit, Sauna und Wellness aufgeteilt.
Unmittelbar vor der Eröffnung des neuen Bades wurde die historische Schwimmhalle am 21. Mai 2017 endgültig geschlossen. Ihr Abriss erfolgte vom Juni 2018 bis zum Jahr 2019.

## Kunst an der Schwimmhalle
Das blu ist ein kubistischer langgestreckter Neubau mit einer langen südlichen Beton-Fassadenseite, die die Aussicht vom Brauhausberg auf das Potsdamer Stadtzentrum teilweise verstellt. Die Einwohner kritisierten das triste Aussehen, was dazu führte, das der stadtbekannte Mäzen Hasso Plattner den in Berlin lebenden Streetart-Künstler Robin Rhode beauftragte, eine großflächige Fassadenmalerei zu entwerfen und auszuführen. Rhode entschied sich zur Darstellung leicht erfassbarer botanischer Formen von südafrikanischen Heilpflanzen (Buchu, Hoodia, Silen capensi und Canna). Deren stilisierte Blüten und Samenformen sind in weiß und hellblau auf kräftigem Blaugrund aus Preußisch Blau gemalt. Nach Intention des Künstlers symbolisieren die Pflanzen Widerstandsfähigkeit, Heilung und kulturellen Austausch. Die Inspiration erhielt Rhode durch Goethes Die Metamorphose der Pflanzen. Andere Betrachter sehen in den Ornamenten weißes Porzellan, das auch an das kunsthandwerkliche Erbe Potsdams erinnert. Und das Blau nimmt zugleich den Namen des Schwimmbads auf.